# Урусово (Плавский район)
Урусово — деревня в Плавском районе Тульской области России.
В рамках административно-территориального устройства включается в Мещеринский сельский округ Плавского района, в рамках организации местного самоуправления включается в Камынинское сельское поселение.

## География
Деревня находится в южной части Тульской области, в лесостепной зоне, в пределах северо-восточной части Среднерусской возвышенности, на правом берегу реки Плавы, к западу от автодороги 70Н-040, на расстоянии примерно 7 километров (по прямой) к юго-юго-востоку от города Плавска, административного центра района. Абсолютная высота — 175 метров над уровнем моря.

### Климат
Климат характеризуется как умеренно континентальный, с умеренно холодной снежной зимой и тёплым летом. Среднегодовая многолетняя температура воздуха составляет 4,2 °С. Абсолютный минимум температуры воздуха холодного периода составляет −42 °C; абсолютный максимум тёплого периода — 37 °C. Безморозный период длится около 141 дня. Среднегодовое количество атмосферных осадков составляет 536 мм, из которых большая часть (322 мм) выпадает в тёплый период. Среднегодовая скорость ветра составляет 4,6 м/с.

### Часовой пояс
Деревня Урусово, как и вся Тульская область, находится в часовой зоне МСК (московское время). Смещение применяемого времени относительно UTC составляет +3:00.

## Население
| 2002 | 2010 |
| ---- | ---- |
| 113  | ↘89  |

### Национальный состав
Согласно результатам переписи 2002 года, в национальной структуре населения русские составляли 97 % из 113 чел.

## Транспорт
```
В деревне находится ЖД станция Пономарёво, но само ЖД-направление от станции Горбачёво до станции Тёплое не функционирует, но путевое хозяйство сохранилось хоть и в плохом состоянии. 
```

Центр деревни находится в 8,9 км от 247 км ФАД М2 по автодороге Плавск-Диктатура , который находится в центре Плавска. 
Река Плава несудоходная, поэтому не является транспортным объектом.